# Stoupa (Lesná)
Stoupa, také Starý Pocher nebo Starý Pochr (německy Altpocher), je zaniklá osada, která se nacházela poblíž Staré Knížecí Huti v Česku, okrese Tachov. V roce 1930 měla 27 domů a 159 obyvatel (patřila pod ni i samota Josefovo údolí), které byly v 50. letech zničeny. Oficiálně zanikla v roce 1952, na jejím území vznikla rota Pohraniční stráže.

## Historie

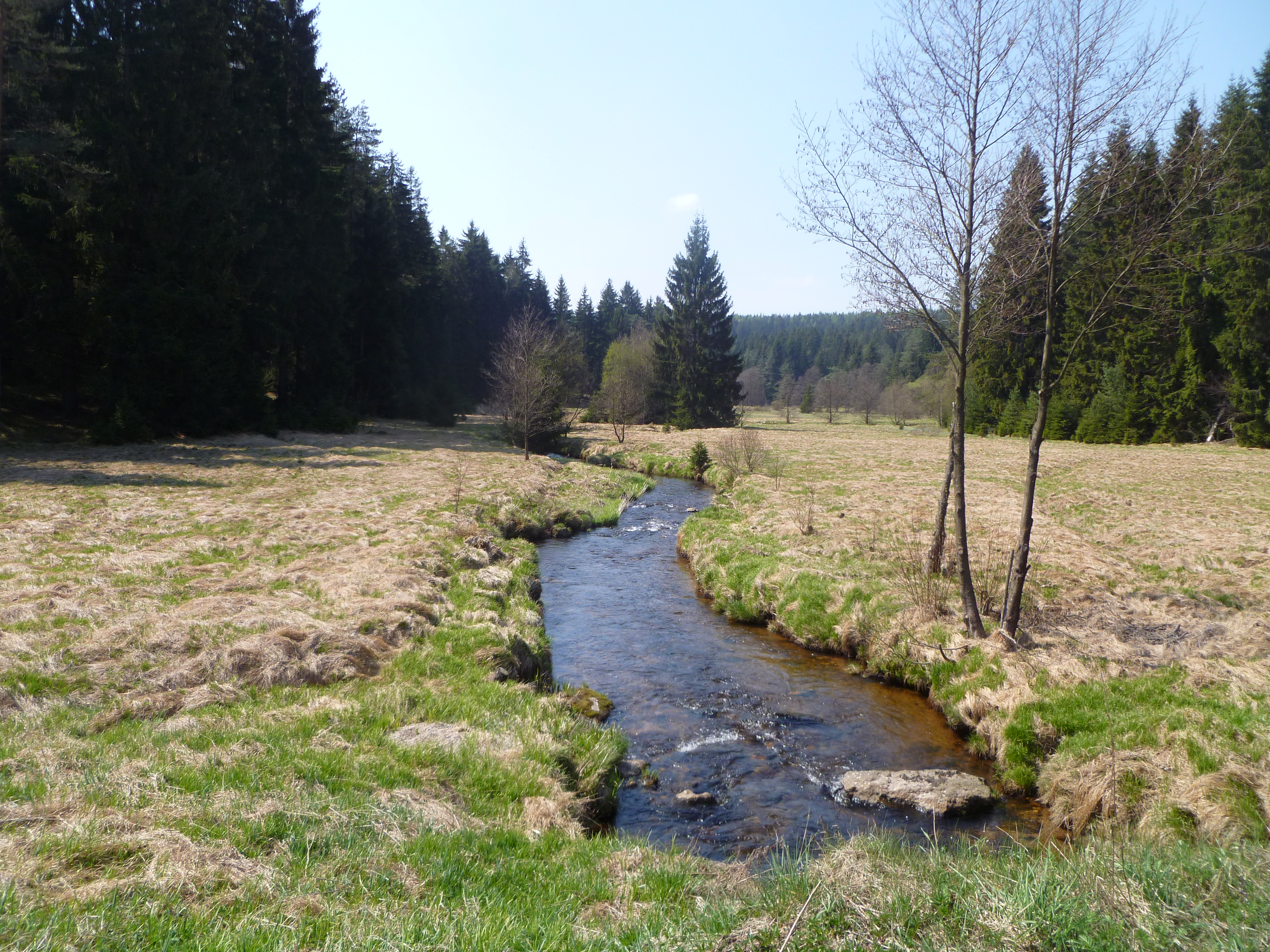
Celní potok poblíž zaniklé osady Stoupa

Původně nesla jméno Starý Pocher. Název Stoupa dostala podle stoupy na drcení křemene pro Starou Knížecí Huť, která stála na místě pozdější osady pravděpodobně již v roce 1710, tehdy byl zahájen provoz ve Staré Knížecí Huti.
První chalupy ke stoupě přibyly ve druhé polovině 18. století. Když byl ukončen provoz ve Staré Knížecí Huti, byla stoupa předělána na hospodu.